# Johan Eric Forsström
Johan Erik Forsström (1775-1824) fue un pastor y naturalista sueco, de la provincia de Dalarne.
Estudió en la Universidad de Upsala, donde uno de sus instructores fue el naturalista Carl P. Thunberg (1743–1828). En 1800 acompaña a Göran Wahlenberg (1780–1851) en una expedición a través de Fennoscandia, donde desarrolla investigaciones sobre la entomología y la botánica. Sobre la travesía, escribe un diario, y en 1917 esos detalles de la expedición se publican en el libro I Norrlandsstäder och Lapplandsbygd År 1800. John Erik Forsströms dagbok öfver resan i Norrland och Finnmarken 1800 och i Roslagen 1801 (En las ciudades y campos del centro en 1800. Diario de John Erik Forsström sobre el viaje al norte de Suecia y de Finnmarken en 1800 y a Roslagen en 1801).
De 1802 a 1815 Forsström es asignado como pastor en Saint Barthélemy en las islas de Sotavento, donde también trabajó recolectando especímenes botánicos. Luego de regresar a Suecia, donde fallece en 1824 en Munktrop, cerca de la ciudad de Köping.

## Otras publicaciones
- johan Erik Forsström. 1803. Observationes nonullae de vi cordis sanguinem ejiiendi ... Editor Typis Edmanniani, 16 pp.

- carl peter Thunberg, johan erik Forsström. 1798. Museum Naturalium Academiae Upsaliensis. Editor Edman, 4 pp.

## Honores
El género Forsstroemia de la familia Leptodontaceae se nombra en su honor.
- La abreviatura «Forsstr.» se emplea para indicar a Johan Eric Forsström como autoridad en la descripción y clasificación científica de los vegetales.[2]